# Vånga missionskyrka
Vånga missionskyrka, tidigare Vånga missionshus, är en kyrkobyggnad i Skärblacka. Kyrkan tillhör Vånga missionsförsamling som var ansluten till Svenska Missionsförbundet.
Församlingen har ingen anställd, men har en styrelse som står för kontakter inom samfundet och gentemot andra församlingar.

## Orgel
I kyrkan finns en elorgel.